# 網走支庁
網走支庁（あばしりしちょう）は、かつて北海道に存在した支庁のひとつ。支庁名は北見国網走郡に由来する。支庁所在地は網走市。2010年（平成22年）4月1日、オホーツク総合振興局に改組。

## 歴史
- 1897年（明治30年） - 網走支庁を設置
- 1947年（昭和22年） - 道の支庁管轄区域調査委員会で北見市への支庁移転と「北見支庁」への改称が検討されるが、最終的に見送られる
- 1948年（昭和23年）10月20日 - 地方自治法の施行に基づき支庁は都道府県が条例で任意に設置する総合出先機関となり、北海道支庁設置条例（昭和23年9月27日条例第44号）が施行される（条例で網走郡、斜里郡、常呂郡、紋別郡を所轄区域、支庁の位置を網走市と定める）[1]。
- 2005年（平成17年）10月1日 - 遠軽町、生田原町、丸瀬布町、白滝村が新設合併し、新町制による遠軽町が発足。
- 2006年（平成18年）3月5日 - 北見市、留辺蘂町、端野町、常呂町が新設合併し、新市制による北見市が発足。
- 2006年（平成18年）3月31日 - 女満別町、東藻琴村が新設合併し、大空町が発足。
- 2008年（平成20年）6月28日 - 北海道議会において､14支庁を9地域に再編し、名称を支庁から地域振興局に改める旨の条例案が可決された｡
- 2009年（平成21年）3月31日 - 他の総合振興局への編入対象となった支庁の反発を受け、北海道議会で条例の改正案が可決。これに伴い、振興局は総合振興局と同等の扱い（地方自治法上の支庁）へ改められるとともに、広域で所管することが望ましい業務に関しては隣接する総合振興局の所掌事務とすることが出来るとされた。
- 2009年（平成21年）10月5日 - 上湧別町、湧別町が新設合併し、新町制による湧別町が発足。
- 2010年（平成22年）4月1日 - 網走支庁が廃止され、オホーツク総合振興局が発足。

## 地理

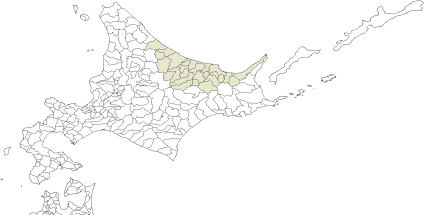
道内における網走支庁の位置

### 都市雇用圏（10% 通勤圏）の変遷
以下は、オホーツク総合振興局（旧網走支庁）における都市雇用圏（10% 通勤圏、中心都市の DID 人口が1万人以上）の変遷である。一般的な都市圏の定義については都市圏を参照のこと。
- 10% 通勤圏に入っていない自治体は、各統計年の欄で灰色かつ「-」で示す。

| 自治体 ('80) | 1980年                 | 1990年                 | 1995年                 | 2000年                 | 2005年                 | 2010年                 | 自治体 （現在） |
| ------------ | ---------------------- | ---------------------- | ---------------------- | ---------------------- | ---------------------- | ---------------------- | --------------- |
| 網走市       | 網走 都市圏 4万4777人  | 網走 都市圏 4万4416人  | 網走 都市圏 4万4176人  | 網走 都市圏 4万3395人  | 網走 都市圏 4万2045人  | 網走 都市圏 4万0998人  | 網走市          |
| 東藻琴村     | -                      | -                      | -                      | -                      | -                      | -                      | 大空町          |
| 女満別町     | -                      | -                      | -                      | -                      | -                      | -                      | 大空町          |
| 美幌町       | 美幌 都市圏 2万6534人  | 美幌 都市圏 2万5680人  | 美幌 都市圏 2万4708人  | 美幌 都市圏 2万3903人  | 美幌 都市圏 2万2819人  | 美幌 都市圏 2万1575人  | 美幌町          |
| 津別町       | -                      | -                      | -                      | -                      | -                      | -                      | 津別町          |
| 斜里町       | -                      | -                      | -                      | -                      | -                      | -                      | 斜里町          |
| 清里町       | -                      | -                      | -                      | -                      | -                      | -                      | 清里町          |
| 小清水町     | -                      | -                      | -                      | -                      | -                      | -                      | 小清水町        |
| 訓子府町     | -                      | 北見 都市圏 11万9020人 | 北見 都市圏 13万2845人 | 北見 都市圏 13万3184人 | 北見 都市圏 13万0565人 | 北見 都市圏 13万1124人 | 訓子府町        |
| 北見市       | 北見 都市圏 10万8509人 | 北見 都市圏 11万9020人 | 北見 都市圏 13万2845人 | 北見 都市圏 13万3184人 | 北見 都市圏 13万0565人 | 北見 都市圏 13万1124人 | 北見市          |
| 端野町       | 北見 都市圏 10万8509人 | 北見 都市圏 11万9020人 | 北見 都市圏 13万2845人 | 北見 都市圏 13万3184人 | 北見 都市圏 13万0565人 | 北見 都市圏 13万1124人 | 北見市          |
| 留辺蘂町     | -                      | -                      | 北見 都市圏 13万2845人 | 北見 都市圏 13万3184人 | 北見 都市圏 13万0565人 | 北見 都市圏 13万1124人 | 北見市          |
| 常呂町       | -                      | -                      | -                      | -                      | -                      | 北見 都市圏 13万1124人 | 北見市          |
| 置戸町       | -                      | -                      | -                      | -                      | -                      | -                      | 置戸町          |
| 佐呂間町     | -                      | -                      | -                      | -                      | -                      | -                      | 佐呂間町        |
| 遠軽町       | 遠軽 都市圏 2万1057人  | 遠軽 都市圏 1万9441人  | 遠軽 都市圏 2万1904人  | 遠軽 都市圏 2万1283人  | 遠軽 都市圏 2万3648人  | 遠軽 都市圏 2万2265人  | 遠軽町          |
| 生田原町     | -                      | -                      | 遠軽 都市圏 2万1904人  | 遠軽 都市圏 2万1283人  | 遠軽 都市圏 2万3648人  | 遠軽 都市圏 2万2265人  | 遠軽町          |
| 丸瀬布町     | -                      | -                      | -                      | -                      | 遠軽 都市圏 2万3648人  | 遠軽 都市圏 2万2265人  | 遠軽町          |
| 白滝村       | -                      | -                      | -                      | -                      | 遠軽 都市圏 2万3648人  | 遠軽 都市圏 2万2265人  | 遠軽町          |
| 湧別町       | -                      | -                      | -                      | -                      | -                      | -                      | 湧別町          |
| 上湧別町     | -                      | -                      | -                      | -                      | -                      | -                      | 湧別町          |
| 紋別市       | 紋別 都市圏 3万3860人  | 紋別 都市圏 3万1078人  | 紋別 都市圏 3万0137人  | 紋別 都市圏 2万8476人  | 紋別 都市圏 2万6632人  | 紋別 都市圏 2万4750人  | 紋別市          |
| 滝上町       | -                      | -                      | -                      | -                      | -                      | -                      | 滝上町          |
| 興部町       | -                      | -                      | -                      | -                      | -                      | -                      | 興部町          |
| 西興部村     | -                      | -                      | -                      | -                      | -                      | -                      | 西興部村        |
| 雄武町       | -                      | -                      | -                      | -                      | -                      | -                      | 雄武町          |

## 地域
全域が北見国の領域に属する。
- 北見市
- 網走市
- 紋別市
- 網走郡：大空町 - 美幌町 - 津別町
- 斜里郡：斜里町 - 清里町 - 小清水町

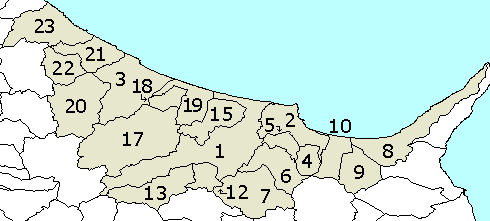
網走支庁の自治体
1.北見市2. 網走市3. 紋別市4,5. 大空町6. 美幌町7. 津別町8. 斜里町9. 清里町10. 小清水町12. 訓子府町13. 置戸町15. 佐呂間町17. 遠軽町18. 湧別町（上湧別地区）19. 湧別町（湧別地区）20. 滝上町21. 興部町22. 西興部村23. 雄武町

- 常呂郡：訓子府町 - 置戸町 - 佐呂間町
- 紋別郡：遠軽町 - 湧別町 - 滝上町 - 興部町 - 西興部村 - 雄武町

## 気候
大部分は日本海側気候（オホーツク型）だが、一部地域は太平洋側気候（東部北海道型）の地域も存在する。
一次細分区域と二次細分区域は次のように分かれる。
- 網走地方
  - 網走西部 - 佐呂間町・北見市（旧常呂町）・網走市・大空町
  - 網走東部 - 小清水町・清里町・斜里町
  - 網走南部 - 美幌町・津別町
- 北見地方 - 北見市（旧常呂町以外）・訓子府町・置戸町
- 紋別地方
  - 紋別北部 - 雄武町・興部町。西興部村・紋別市・滝上町
  - 紋別南部 - 湧別町・遠軽町